# (111) Ate
(111) Ate – planetoida z grupy pasa głównego planetoid okrążająca Słońce w ciągu 4 lat i 65 dni, w średniej odległości 2,59 j.a. Została odkryta 14 sierpnia 1870 roku w Clinton, położonym w hrabstwie Oneida, w stanie Nowy Jork przez Christiana Petersa. Nazwa planetoidy pochodzi od Ate, córki Zeusa i bogini niezgody Eris.